# Инцидент с кубинским Ан-26 (1988)
Инцидент с кубинским Ан-26 (1988) — авиационная катастрофа, произошедшая в среду 27 апреля 1988 года на территории Анголы с транспортным самолётом Ан-26, принадлежавшим Военно-воздушным силам Кубы.

## Предыстория
С ноября 1975 года кубинская армия участвовала в гражданской войне в Анголе. Куба оказывала военную поддержку партии МПЛА, взявшей власть в свои руки и ведшей борьбу против оппозиционного движения УНИТА, которая пользовалась поддержкой Южно-Африканской Республики. Самолёты ВВС ЮАР периодически совершали рейды над южными районами Анголы.

## Самолёт
Самолёт Ан-26, зарегистрированный под номером T-237 (заводской номер 7704), находился в эксплуатации с 12 июля 1979 года. 24 июля был передан ВВС Кубы. Эксплуатировался почти 9 лет.

## Крушение
На подлёте к населённому пункту Течамутете самолёт был по ошибке обстрелян кубинскими войсками с применением зенитных установок и ПЗРК «Стрела-2». В результате обстрела самолёт был сбит. Батареи ПВО находились в состоянии повышенной боевой готовности в связи с предполагаемым присутствием в регионе вражеских (то есть южноафриканских) самолётов.

## Версии
В июне 1988 года государственный телеканал ЮАР сообщил, что самолёт был сбит кубинцами, чтобы пресечь попытку побега некоторых офицеров, находившихся на борту. Согласно сообщению канала, эта информация была получена от советского офицера, перебежавшего в ЮАР.

## Жертвы
На борту самолёта находилось 29 кубинских военнослужащих, включая 3 членов экипажа и 26 пассажиров. Все они погибли. Среди жертв было несколько высокопоставленных офицеров, включая одного генерала, одного полковника и одного подполковника.